# بیاوه یژورکی
بیاوه یژورکی (به لهستانی:  Białe Jeziorki) یک روستا در لهستان است که در گمینا دوبنگنکی واقع شده‌است. بیاوه یژورکی ۴۵ نفر جمعیت دارد.